# Heidemarie Ehlert
Heidemarie Ehlert geb. Liedtke (* 1. September 1950 in Halle (Saale)) ist eine deutsche Politikerin (Die Linke). 
Von 1967 bis 1970 absolvierte sie eine Ausbildung als Maschinenbauzeichnerin und studierte anschließend bis 1974 Ökonomie in Halle (Saale). Ab 1990 war sie in der dortigen Steuerverwaltung tätig, seit 1993 als Steueroberinspektorin im Finanzamt.
Ehlert war ab 1969 Mitglied in der SED und ab 1989 Mitglied der PDS und deren Nachfolgeparteien.  Seit 1998 ist sie eine der Vorsitzenden der Bundesfinanzrevisionskommission ihrer Partei. Von 1990 bis 2004 war sie Stadträtin in Halle (Saale), von 1998 bis 2002 Mitglied des Deutschen Bundestages. Seit 2004 ist sie Stadträtin in Dessau-Roßlau. 